# 예원 (1989년)
예원(본명 : 김예원, 1989년 12월 5일 ~ )은 대한민국의 연예인 걸그룹 쥬얼리의 전 멤버였다. 본관은 광산이다.

## 학력
- 풍덕고등학교 (졸업)
- 명지전문대학 실용음악과

## 음반

### 참여 음반
- 2011년 4월 12일 소울 다이브 - 나쁜 습관 (피처링)

## 방송

### 드라마
- 2011년 SBS 플러스 《오 마이 갓》
- 2012년 MBC 《스탠바이》 - 김예원 역
- 2012년 KBS2 《일말의 순정》 - 체육 교생 역 (특별출연)
- 2012년 tvN 《응답하라 1997》 - 성송주 역 (특별출연)
- 2013년 MBC 《미스코리아》 - 이영선 역
- 2013년 KBS2 《부부클리닉 사랑과 전쟁 시즌2》 - 20대 신세대 부부 역 (특별출연)
- 2014년 MBC 《호텔킹》 - 윤다정 역
- 2017년 MBC 《도둑놈, 도둑님》 - 반예원 역 (특별출연)
- 2018년 tvN 《드라마 스테이지 - 파이터 최강순》
- 2018년 KBS W 《당찬 우리동네》 - 우수영 역
- 2018년 tvN 《김비서가 왜 그럴까》 - 설마음 역
- 2018년 KBS2 《죽어도 좋아》 - 윤미 역
- 2019년 OCN 《미스터 기간제》 - 신혜수 역
- 2020년 MBC 《미쓰리는 알고 있다》 - 총무 역
- 2020년 JTBC 《런 온》 - 최태리 역
- 2024년 tvN 《웨딩 임파서블》- 안세진 역
- 2025년 Disney+ 《나인 퍼즐》 - 이미영 역
- 2025년 KBS2 《내 여자친구는 상남자》 - 미나 언니 역

### 예능. 라디오
- Y-STAR 《식신 로드》 (2011년~2013년)
- Mnet 《아이돌차트쇼》 (2011년)
- SBS 《놀라운 대회 스타킹》 (2011년 ~)
- MBC 표준FM 《심심타파》
- SBS 파워FM 《광희 & 예원의 영스트리트》
- KBS2 《청춘불패 2》(2011년 11월 12일 ~ 2012년 11월 17일)
- KBS2 《위기탈출 넘버원》(2012년 1월 30일 월요일) - 318회 게스트
- SBS 《세대공감 1억 퀴즈쇼》(2012년 7월 27일 금요일) - 30회
- KBS2 《1대 100》(2012년 9월 18일 화요일) - 263회 씨스타 보라와 함께 연예인 퀴즈군단 출연
- SBS 《세대공감 1억 퀴즈쇼》(2012년 10월 26일 금요일) - 39회
- KBS2 《세대공감 토요일》(2012년 11월 17일 토요일) - 147회 성대모사의 달인 개그맨 정성호와 함께 출연
- tvN 《더 로맨틱 & 아이돌 2》 (2012년~2013년)
- 투니버스 《난감스쿨》 (2013년)
- tvN 《세 얼간이》 (2013년 1월 20일) 특별출연
- tvN 《백만장자 게임 마이턴》 (2013년)
- SBS 《2013 추석특집 스타 애정촌》 (2013년)
- KBS2 《세대공감 토요일》 (2013년 8월 10일 토요일) - 185회 개그맨 최효종과 함께 출연
- MBC every1 《우리집에 연예인이 산다》 (2014년)
- 투니버스 《난감스쿨 2》 (2014년)
- XTM 《10번찍어 안 넘어가는 나무》 (2014년)
- KBS2 《해피투게더 시즌3》(2014년) - 362회 게스트
- tvN 《오늘부터 출근》 (2014년)
- 동아TV 《그대와 하이킹 시즌 2》 (2015년)
- MBC 《무한도전》 (2015년) - 쿨 유리
- KBS2 《해피투게더 시즌4》 (2015년) - 387회 게스트
- JTBC 《냉장고를 부탁해》 (2015년)
- JTBC 《우리집》 (2015년) - 진행
- MBC 《띠동갑내기 과외하기》 (2015년) - 게스트
- MBC 《우리 결혼했어요》 (2015년)
- tvN 《SNL 코리아 시즌 7》 (2016년)
- MBC 《마이 리틀 텔레비전》 (2016년)
- MBC 《미스터리 음악쇼 복면가왕》 (2018년) - 참가자 (내 속엔 내가 너무도 많아서~♬ 마트료시카!)
- XtvN 《최신유행 프로그램 1》 (2018년)
- XtvN 《최신유행 프로그램 2》 (2019년)